# Воля-Пшевлоцька
Воля-Пшевлоцька (пол. Wola Przewłocka) — село в Польщі, у гміні Парчів Парчівського повіту Люблінського воєводства.
Населення — 107 осіб (2011).
У 1975-1998 роках село належало до Білопідляського воєводства.

## Демографія
Демографічна структура станом на 31 березня 2011 року:
|          | Загалом | Допрацездатний вік | Працездатний вік | Постпрацездатний вік |
| -------- | ------- | ------------------ | ---------------- | -------------------- |
| Чоловіки | 54      | 11                 | 37               | 6                    |
| Жінки    | 53      | 4                  | 37               | 12                   |
| Разом    | 107     | 15                 | 74               | 18                   |